# Целевая группа BIM
Целевая группа BIM (англ. BIM Task Group) — была финансируемой правительством Великобритании группой, управляемой через Кабинет министров, созданной в 2011 году и заменённой в 2017 году Центром цифрового строительства Великобритании.

## История
Проведя своё первое совещание в мае 2011 года под председательством Марка Бью, рабочая группа BIM была основана с целью «стимулирования внедрения BIM в правительстве» в поддержку государственной стратегии строительства. Группа была нацелена на укрепление возможностей государственного сектора по внедрению BIM, чтобы все департаменты центрального правительства могли принять, как минимум, совместную технологию BIM уровня 2 к 2016 году.
Основная целевая группа BIM, в которую компании откомандировали сотрудников, определила четыре рабочих потока, каждый из которых возглавлял основной член команды: взаимодействие с заинтересованными сторонами и средствами массовой информации, доставка и повышение производительности, коммерческие и юридические вопросы, а также обучение и научные круги. Были созданы рабочие группы, чтобы сосредоточиться на конкретных областях, включая: обучение и образование, требования к набору данных COBie, план работ, поставщиков программного обеспечения (Альянс BIM Technologies), подрядчиков (Группа подрядчиков Великобритании, в настоящее время заменена на Великобританское строительство), а также материалы и продукты поставщиков (Ассоциация строительных товаров).
В начале 2014 года было объявлено, что целевая группа BIM будет свёрнута в течение 2015 года с «управляемой передачей» в 2015 году вновь созданной «устаревшей группе», хотя были предположения, что жизнь группы может быть продлена, чтобы помочь в достижении новой цели — BIM уровня 3.
В октябре 2016 года на конференции BIM 2016 года в Институте гражданских инженеров было объявлено об обновленной целевой группе BIM, реализующей стратегию Digital Built Britain в феврале 2015 года, в программной речи Марка Бью. Работа целевой группы BIM в настоящее время продолжается под руководством кембриджского Центра цифрового строительства Великобритании, объявленного в декабре 2017 года и официально запущенного в начале 2018 года.
С 2016 года внедрение BIM в отрасли возглавляется британским альянсом BIM, созданным для поддержки и обеспечения реализации BIM уровня 2 к 2020 году, а также для объединения и представления организаций, групп и отдельных лиц, работающих в направлении цифровой трансформации Великобритании промышленной среды. Бывший альянс BIM Technologies был преобразован в группу под управлением британского альянса BIM.